# Sumô (film)
Pour plus de détails, voir Fiche technique et Distribution.
Sumô (A Matter of Size) est un film franco-germano-israélien réalisé par Sharon Maymon et Erez Tadmor, sorti en 2009.

## Synopsis
À Ramlé, en Israël, quatre amis obèses décident d'arrêter les régimes, et adoptent la culture sumo. L'un d'eux, Herzl, va même jusqu'à tenter de se faire entraîner par Kitano, un ancien entraîneur japonais exilé en Israël à la suite de ses déboires avec les yakusas.

## Fiche technique
- Titre original : A Matter of Size
- Titre français : Sumo
- Réalisation : Sharon Maymon et Erez Tadmor
- Scénario : Sharon Maymon et Danny Cohen-Solal
- Directeur de la photographie : David Gurfinkel
- Musique : Eyal Leon Kazav
- Montage : Einat Glaser-Zarhin
- Sociétés de production : Macht Productions, Paradis Films, K5 Film
- Pays de production :  Israël,  France,  Allemagne
- Langue originale : hébreu, japonais
- Genre : comédie
- Durée : 92 minutes (1 h 32 minutes)
- Dates de sortie : 
  - Israël : 9 juillet 2009 (Jerusalem Film Festival)
  - France : 27 janvier 2010
  - Belgique : 20 mars 2010 (Cinema Novo Film Festival)

## Distribution
- Itzik Cohen : Herzl
- Irit Kaplan : Zeha
- Dvir Benedek : Aharon
- Levana Finkelstein : Mona
- Togo Igawa : Kitano
- Yuki Iwamoto : Ito
- Evelin Hagoel : Geula